# Leo Peelen
Leopoldus Eduardus Theoduris  "Leo" Peelen, född 16 juli 1968 i Arnhem, Nederländerna, död 24 mars 2017 i Apeldoorn, Nederländerna, var en nederländsk tävlingscyklist. Han tog OS-silver i poängloppet vid olympiska sommarspelen 1988 i Seoul.